# A Trick of the Tail
A Trick of the Tail je sedmé studiové album britské progresivní rockové skupiny Genesis. Jeho nahrávání probíhalo od října do listopadu 1975 v Trident Studios. Album pak vyšlo 2. února 1976 u vydavatelství Charisma/Virgin/Atco Records. Album produkoval David Hentschel se skupinou Genesis a jedná se o první album této skupiny, na kterém se nepodílel její zakládající člen, zpěvák Peter Gabriel. Zpěvu se ujal bubeník Phil Collins, který na albu rovněž hraje na bicí. Při následném turné na podporu alba se u bicích střídal s Billem Brufordem.

## Seznam skladeb
| Pořadí         | Název                        | Hudba                               | Text           | Délka |
| -------------- | ---------------------------- | ----------------------------------- | -------------- | ----- |
| 1.             | Dance on a Volcano           | Banks, Collins, Hackett, Rutherford | Rutherford     | 5:53  |
| 2.             | Entangled                    | Hackett, Banks                      | Hackett        | 6:28  |
| 3.             | Squonk                       | Rutherford, Banks                   | Rutherford     | 6:27  |
| 4.             | Mad Man Moon                 | Banks                               | Banks          | 7:35  |
| 5.             | Robbery, Assault and Battery | Banks, Collins                      | Banks, Collins | 6:15  |
| 6.             | Ripples…                     | Rutherford, Banks                   | Rutherford     | 8:03  |
| 7.             | A Trick of the Tail          | Banks                               | Banks          | 4:34  |
| 8.             | Los Endos                    | Banks, Collins, Hackett, Rutherford | instrumentální | 5:46  |
| Celková délka: | Celková délka:               | Celková délka:                      | Celková délka: | 51:11 |

## Obsazení
- Phil Collins – zpěv, doprovodný zpěv, bicí, perkuse
- Mike Rutherford – basová kytara, dvanáctistrunná kytara, basové pedály
- Steve Hackett – elektrická kytara, dvanáctistrunná kytara
- Tony Banks – varhany, syntezátory, klavír, doprovodný zpěv, dvanáctistrunná kytara, mellotron